# Allopauropus insularis
Allopauropus insularis är en mångfotingart som beskrevs av Ulf Scheller 1970. Allopauropus insularis ingår i släktet småfåfotingar, och familjen fåfotingar. Inga underarter finns listade i Catalogue of Life.